# 나폴리 광역시

나폴리 광역시의 위치

나폴리 광역시(이탈리아어: Città metropolitana di Napoli)는 이탈리아 캄파니아주에 위치한 광역시로 중심 도시는 나폴리이며 면적은 1,171 km2, 인구는 3,128,700명(2014년 기준), 인구 밀도는 2,700명/km2이다. 2015년 1월 1일을 기해 실시된 행정 구역 개편에 따라 나폴리도에서 나폴리 광역시로 개편되었다.

## 같이 보기
- 나폴리도